# Gundam/Bright
Gundam/Bright è un singolo discografico di Peter Rei, pseudonimo di Mario Balducci pubblicato nel 1979.

## Descrizione
Gundam era la sigla dell'anime omonimo scritta da Andrea Lo Vecchio, su musica e arrangiamento di Detto Mariano. Esistono due diverse copertine, che si differenziano per i colori..
Bright era il lato B, canzone dedicata alla serie, brano orchestrale che nel titolo si ispira all'omonimo personaggio della serie "Gundam". Il brano non viene ufficialmente attribuito ad alcun esecutore. La stessa base è stata utilizzata anche per "Marine", lato B di Baldios/Marine.
Entrambi i brani sono stati inseriti nella compilation La balena e altre favolose sigle televisive e in altre raccolte.

## Tracce
Lato A
1. Gundam – 3:15 (Andrea Lo Vecchio-Detto Mariano)

Lato B
1. Bright – 1:27 (Detto Mariano)